# 2017-es DTM-szezon
A 2017-es Deutsche Tourenwagen Masters-szezon volt a bajnokság tizennyolcadik szezonja a sorozat 2000-es visszatérése óta. A szezon május 6-án a Hockenheimringen kezdődött és október 15-én szintén itt fejeződött be. A bajnoki címet az első teljes szezonját teljesítő René Rast szerezte meg.

## Csapatok és versenyzők
| Gyártó        | Autó                 | Csapat                                     | Rajtszám | Versenyző         | Fordulók |
| ------------- | -------------------- | ------------------------------------------ | -------- | ----------------- | -------- |
| Mercedes-Benz | Mercedes-AMG C63 DTM | Mercedes-AMG Motorsport Mercedes Me        | 2        | Gary Paffett      | összes   |
| Mercedes-Benz | Mercedes-AMG C63 DTM | Mercedes-AMG Motorsport Mercedes Me        | 6        | Robert Wickens    | összes   |
| Mercedes-Benz | Mercedes-AMG C63 DTM | Mercedes-AMG Motorsport SILBERPFEIL Energy | 3        | Paul di Resta     | összes   |
| Mercedes-Benz | Mercedes-AMG C63 DTM | Mercedes-AMG Motorsport SILBERPFEIL Energy | 63       | Maro Engel        | összes   |
| Mercedes-Benz | Mercedes-AMG C63 DTM | Mercedes-AMG Motorsport BWT                | 22       | Lucas Auer        | összes   |
| Mercedes-Benz | Mercedes-AMG C63 DTM | Mercedes-AMG Motorsport BWT                | 48       | Edoardo Mortara   | összes   |
| Audi          | Audi RS5 DTM         | Audi Sport Team Abt Sportsline             | 5        | Mattias Ekström   | összes   |
| Audi          | Audi RS5 DTM         | Audi Sport Team Abt Sportsline             | 51       | Nico Müller       | összes   |
| Audi          | Audi RS5 DTM         | Team Rosberg                               | 33       | René Rast         | összes   |
| Audi          | Audi RS5 DTM         | Team Rosberg                               | 53       | Jamie Green       | összes   |
| Audi          | Audi RS5 DTM         | Team Phoenix                               | 77       | Loïc Duval        | összes   |
| Audi          | Audi RS5 DTM         | Team Phoenix                               | 99       | Mike Rockenfeller | összes   |
| BMW           | BMW M4 DTM           | BMW Team RBM                               | 7        | Bruno Spengler    | összes   |
| BMW           | BMW M4 DTM           | BMW Team RBM                               | 31       | Tom Blomqvist     | összes   |
| BMW           | BMW M4 DTM           | BMW Team RBM                               | 36       | Maxime Martin     | összes   |
| BMW           | BMW M4 DTM           | BMW Team RMG                               | 11       | Marco Wittmann    | összes   |
| BMW           | BMW M4 DTM           | BMW Team RMG                               | 15       | Augusto Farfus    | összes   |
| BMW           | BMW M4 DTM           | BMW Team RMG                               | 16       | Timo Glock        | összes   |

## Átigazolások

### Csapatváltások
- Edoardo Mortara; Audi Sport Team Abt Sportsline pilóta → Mercedes-Benz pilóta[4]

### Újonc pilóták
- Loïc Duval; WEC, Audi Sport Team Joest pilóta → Audi pilóta[7]

### Távozó pilóták
- Martin Tomczyk; BMW Team Schnitzer pilóta → visszavonult
- Timo Scheider; Audi Sport Team Phoenix pilóta → Ralikrossz-világbajnokság, MJP Racing Team Austria pilóta[8][9]
- António Félix da Costa BMW Team Schnitzer pilóta →Formula–E, MS Amlin Andretti pilóta[10]
- Miguel Molina Audi Sport Team Abt pilóta → WEC, Spirit of Race pilóta[5]
- Adrien Tambay Audi Sport Team Rosberg pilóta → ?[5]

## Eredmények
2016. december 16-án jelentették be a  végleges versenynaptárat.
| Forduló | Forduló | Pálya                                 | Dátum          | Pole-pozíció   | Leggyorsabb kör   | Győztes versenyző | Győztes csapat                             | Győztes gyártó |
| ------- | ------- | ------------------------------------- | -------------- | -------------- | ----------------- | ----------------- | ------------------------------------------ | -------------- |
| 1       | V1      | Hockenheimring, Baden-Württemberg     | Május 6.       | Lucas Auer     | Mattias Ekström   | Lucas Auer        | Mercedes-AMG Motorsport BWT                | Mercedes       |
| 1       | V2      | Hockenheimring, Baden-Württemberg     | Május 7.       | Timo Glock     | Jamie Green       | Jamie Green       | Team Rosberg                               | Audi           |
| 2       | V1      | EuroSpeedway Lausitz, Brandenburg     | Május 20.      | Lucas Auer     | René Rast         | Lucas Auer        | Mercedes-AMG Motorsport BWT                | Mercedes       |
| 2       | V2      | EuroSpeedway Lausitz, Brandenburg     | Május 21.      | Robert Wickens | René Rast         | Jamie Green       | Team Rosberg                               | Audi           |
| 3       | V1      | Hungaroring, Mogyoród                 | Június 17.     | René Rast      | Mike Rockenfeller | Paul di Resta     | Mercedes-AMG Motorsport SILBERPFEIL Energy | Mercedes       |
| 3       | V2      | Hungaroring, Mogyoród                 | Június 18.     | René Rast      | Mattias Ekström   | René Rast         | Team Rosberg                               | Audi           |
| 4       | V1      | Norisring, Nürnberg                   | Július 1.      | Maxime Martin  | Tom Blomqvist     | Bruno Spengler    | BMW Team RBM                               | BMW            |
| 4       | V2      | Norisring, Nürnberg                   | Július 2.      | Tom Blomqvist  | Bruno Spengler    | Maxime Martin     | BMW Team RBM                               | BMW            |
| 5       | V1      | Moscow Raceway, Volokolamszk          | Július 22.     | René Rast      | Robert Wickens    | René Rast         | Team Rosberg                               | Audi           |
| 5       | V2      | Moscow Raceway, Volokolamszk          | Július 23.     | Bruno Spengler | Jamie Green       | Maro Engel        | Mercedes-AMG Motorsport SILBERPFEIL Energy | Mercedes       |
| 6       | V1      | Circuit Park Zandvoort, Észak-Holland | Augusztus 19.  | Timo Glock     | René Rast         | Timo Glock        | BMW Team RMG                               | BMW            |
| 6       | V2      | Circuit Park Zandvoort, Észak-Holland | Augusztus 20.  | Augusto Farfus | Loïc Duval        | Mike Rockenfeller | Team Phoenix                               | Audi           |
| 7       | V1      | Nürburgring, Rajna-vidék-Pfalz        | Szeptember 9.  | Lucas Auer     | Nico Müller       | Lucas Auer        | Mercedes-AMG Motorsport BWT                | Mercedes       |
| 7       | V2      | Nürburgring, Rajna-vidék-Pfalz        | Szeptember 10. | Marco Wittmann | René Rast         | Robert Wickens    | Mercedes-AMG Motorsport SILBERPFEIL Energy | Mercedes       |
| 8       | V1      | Red Bull Ring, Spielberg              | Szeptember 23. | Jamie Green    | Jamie Green       | Mattias Ekström   | Audi Sport Team Abt Sportsline             | Audi           |
| 8       | V2      | Red Bull Ring, Spielberg              | Szeptember 24. | Jamie Green    | Jamie Green       | René Rast         | Team Rosberg                               | Audi           |
| 9       | V1      | Hockenheimring, Baden-Württemberg     | Október 14.    | Timo Glock     | Mike Rockenfeller | Jamie Green       | Team Rosberg                               | Audi           |
| 9       | V2      | Hockenheimring, Baden-Württemberg     | Október 15.    | Tom Blomqvist  | Jamie Green       | Marco Wittmann    | BMW Team RMG                               | BMW            |

### Pontrendszer
Pontot az első tíz helyen célba érő versenyző kap az alábbi sorrendben:
| Helyezés | 1. | 2. | 3. | 4. | 5. | 6. | 7. | 8. | 9. | 10. |
| Pont     | 25 | 18 | 15 | 12 | 10 | 8  | 6  | 4  | 2  | 1   |

Továbbá az időmérő első három helyezettje is kap pontokat:
| Kvalifikációs helyezés | 1. | 2. | 3. |
| Pont                   | 3  | 2  | 1  |

### Versenyzők
| Helyezés | Versenyző         | HOC | HOC | LAU | LAU | HUN  | HUN | NOR | NOR | MSC | MSC | ZAN | ZAN  | NÜR | NÜR | RBR | RBR | HOC | HOC | Pont |
| -------- | ----------------- | --- | --- | --- | --- | ---- | --- | --- | --- | --- | --- | --- | ---- | --- | --- | --- | --- | --- | --- | ---- |
| 1        | René Rast         | 6   | Ki² | 3   | 7   | 61   | 1   | 12² | Ki  | 1²  | 4³  | 9   | Ki   | 5   | 12  | 13  | 1²  | 6   | 2²  | 179  |
| 2        | Mattias Ekström   | 5   | 11  | 8   | 2   | 5³   | 2³  | 3   | 4   | 8   | 2²  | 17† | 3    | 15  | 6   | 1³  | 5   | 11  | 8   | 176  |
| 3        | Jamie Green       | 18  | 1³  | 10  | 1³  | Kiz² | 5   | 7   | 8   | 9   | 5   | 5   | 9    | 6   | 7   | 21  | 141 | 1³  | 5   | 173  |
| 4        | Mike Rockenfeller | 3   | 7   | 5   | 5   | 4    | 10  | 13  | Ki  | 2³  | 12  | 4   | 1    | 14  | 17  | 7   | 2   | 2   | 3   | 167  |
| 5        | Marco Wittmann    | 10  | 3   | 13  | 9   | 8    | Ki² | 4   | 5   | 31  | 6   | 2³  | Kiz² | 9²  | 31  | 5   | 6³  | 13  | 1³  | 160  |
| 6        | Lucas Auer        | 1   | 4   | 1   | 10  | 12   | Ki  | Ki  | 2   | 6   | 8   | 15  | 14   | 1   | 13  | 8   | Ki  | 8   | 10  | 136  |
| 7        | Timo Glock        | 2   | 81  | 11  | 15  | 2    | 7   | 5   | 10  | 5   | 13  | 1   | 7    | 12  | 8   | 10  | 7   | 31  | 12  | 132  |
| 8        | Maxime Martin     | 11  | Ki  | 4³  | 8   | Ki   | 3   | 21  | 1   | 16  | Ki  | 3   | 6³   | 17  | 11  | 6   | 11  | 4²  | 6   | 132  |
| 9        | Robert Wickens    | 15  | Ki  | 2²  | 31  | Ki   | 8   | Ki  | 11² | 4   | 9   | 11  | 15†  | 3³  | 1³  | 4   | 10  | 7   | 17  | 119  |
| 10       | Gary Paffett      | 7²  | 2   | 6   | 4   | 7    | 9   | 10  | Ki  | 7   | 16  | 8   | 5    | 10  | 14  | 17  | 4   | 9   | 4   | 102  |
| 11       | Paul di Resta     | 8   | 6   | 16  | 13  | 1    | 6   | 11  | 6   | 14  | Kiz | 7   | Ki   | 2   | 2²  | 11  | 9   | 14  | 16  | 99   |
| 12       | Nico Müller       | 9   | 5   | 18  | 6   | 10   | 4   | 9   | 13³ | 15  | 15  | 10  | 4    | 11  | Ki  | 3²  | 3   | 12  | 11  | 81   |
| 13       | Bruno Spengler    | 12  | 9   | 14  | 16  | 3    | 14  | 1³  | 12  | 12  | 31  | 14  | 10   | 13  | 4   | 12  | 16  | 10  | 14  | 75   |
| 14       | Edoardo Mortara   | 4³  | 13  | 7   | 11  | 9    | 11  | 8   | 3   | 13  | 10  | 12  | 12   | 7   | 16  | 9   | 17  | 5   | 9   | 61   |
| 15       | Maro Engel        | 17  | 10  | 9   | 12  | 13   | 15  | 14  | 14  | 10  | 1   | 16  | 11   | 4   | 5   | 15  | 15  | 16  | 13  | 51   |
| 16       | Augusto Farfus    | 13  | Ki  | 12  | 14  | 11   | 12  | Ki  | 7   | 17  | 11  | 6²  | 81   | 8   | 9   | Ni  | 12  | 17  | 7   | 35   |
| 17       | Tom Blomqvist     | 16  | 12  | 17  | 17² | 15†  | 13  | 6   | 91  | Ki  | 7   | Ki  | 13   | 16  | 10  | 16  | 13  | 15  | Ki1 | 25   |
| 18       | Loïc Duval        | 14  | Ki  | 15  | 18  | 14   | 16  | 15  | 15  | 11  | 14  | 13  | 2    | 18  | 15  | 14  | 8   | 18  | 15  | 22   |
| Helyezés | Versenyző         | HOC | HOC | LAU | LAU | HUN  | HUN | NOR | NOR | MSC | MSC | ZAN | ZAN  | NÜR | NÜR | RBR | RBR | HOC | HOC | Pont |

| Szín   | Eredmény                                      |
| ------ | --------------------------------------------- |
| Arany  | Győztes                                       |
| Ezüst  | 2. helyezett                                  |
| Bronz  | 3. helyezett                                  |
| Zöld   | Pontot szerzett                               |
| Kék    | Pont nélkül vagy helyezetlenül ért célba (Hn) |
| Lila   | Nem ért célba (Ki)                            |
| Piros  | Nem kvalifikálta magát (Nk)                   |
| Fekete | Diszkvalifikálták (Kiz)                       |
| Fehér  | Nem indult (Ni)                               |
| Fehér  | Visszavonult (WD)                             |
| Fehér  | Verseny törölve (C)                           |
| Üres   | Nem vett részt                                |
| Üres   | Kizárt (EX)                                   |

- † — Nem fejezte be a futamot, de rangsorolva lett, mert teljesítette a versenytáv 75%-át.

### Gyártók
| Helyezés | Versenyző     | HOC | HOC | LAU | LAU | HUN | HUN | NOR | NOR | MSC | MSC | ZAN | ZAN | NÜR | NÜR | RBR | RBR | HOC | HOC | Pont |
| -------- | ------------- | --- | --- | --- | --- | --- | --- | --- | --- | --- | --- | --- | --- | --- | --- | --- | --- | --- | --- | ---- |
| 1        | Audi          | 35  | 44  | 30  | 68  | 37  | 70  | 25  | 17  | 52  | 43  | 25  | 72  | 18  | 14  | 70  | 77  | 52  | 49  | 798  |
| 2        | Mercedes-Benz | 53  | 39  | 64  | 31  | 33  | 14  | 5   | 43  | 27  | 32  | 10  | 10  | 81  | 56  | 18  | 15  | 22  | 15  | 568  |
| 3        | BMW           | 19  | 24  | 13  | 8   | 37  | 23  | 77  | 47  | 28  | 32  | 72  | 25  | 8   | 37  | 19  | 14  | 33  | 43  | 560  |
| Helyezés | Versenyző     | HOC | HOC | LAU | LAU | HUN | HUN | NOR | NOR | MSC | MSC | ZAN | ZAN | NÜR | NÜR | RBR | RBR | HOC | HOC | Pont |

## Külső hivatkozások
- A német túraautó-bajnokság hivatalos honlapja